# Sinagra
Sinagra es una localidad italiana de la provincia de Mesina, región de Sicilia, con 2839 habitantes.

Ubicación de la ciudad de Sinagra dentro de la provincia de Mesina.

## Evolución demográfica
| Gráfica de evolución demográfica de Sinagra entre 1861 y 2001 |
|                                                               |
| Fuente ISTAT - Elaboración gráfica por parte de Wikipedia     |